# Озеро Ладога (Титан)
Озеро Ладога (лат. Ladoga Lacus) — углеводородное озеро на поверхности самого крупного спутника Сатурна — Титана. Центр имеет координаты 74°48′ с. ш. 333°54′ в. д. / 74,8° с. ш. 333,9° в. д..
Размер углеводоёма составляет примерно 110 км. Находится в северной полярной области Титана, рядом с его морями (Кракена, Лигеи и Пунги). Озеро состоит из жидких углеводородов, главным образом это метан, этан и пропан. Обнаружено на переданных снимках космического аппарата «Кассини-Гюйгенс». Названо в честь земного Ладожского озера, расположенного на территории России. Название было утверждено Международным астрономическим союзом в 2013 году.